# Ludwig Heinrich Georg von Berger
Ludwig Heinrich Georg von Berger (* 20. August 1799 auf Badow in Mecklenburg-Schwerin; †  24. Dezember 1858 in Hannover) war ein hannoverscher Generalleutnant und Kommandant von Hannover.

## Leben

### Herkunft
Er war der Sohn des hannoverschen Generalleutnants August von Berger und dessen Ehefrau Amalie, geborene von Döring (1768–1813).

### Militärkarriere
Berger trat 1813 in das Feldbataillon „Lauenburg“, das von seinem Vater aufgestellt wurde und avancierte Anfang April 1813 zum Leutnant. Später ging er in das Feldbataillon „Verden“. Am 1. März 1816 kam er als Hauptmann der neuen Armee mit Patent vom 21. April 1816 zum 7. Infanterie-Regiment, vom 1. April 1820 bis zum 1. Juli 1833 war er im 9. Linien-Bataillon.
Am 1. Februar 1838 wurde Berger in das Leib-Regiment versetzt und stieg Anfang März 1840 zum Major im Garde-Regiment auf. Am 23. September 1846 wurde er Oberstleutnant und Regimentskommandeur. Am 6. Dezember 1851 wurde er zum Oberst befördert und zum Kommandeur der 1. Infanterie-Brigade ernannt. Zugleich war Berger ab dem 27. Mai 1853 auch Kommandant von Hannover. Am 25. Mai 1854 wurde er zum Generalmajor und am 27. Mai 1858 zum Generalleutnant befördert. Er starb am 24. Dezember 1858 in Hannover.
Sein Grab befindet sich auf dem Gartenfriedhof in Hannover.

### Familie
Berger heiratete am 6. November 1821 Charlotte von Marschalck (1800–1834), eine Tochter des Geheimrates Engelbert Johann von Marschalck. Nach ihrem frühen Tod ehelichte er am 
1. Juli 1836 Emilie von der Decken (1810–1885), eine Tochter des Oberhauptmanns Johann Burchard Ludwig von der Decken (1771–1834) und der Auguste Bütemeister (1778–1859). Aus den Ehen gingen folgende Kinder hervor:
- Egbert (1823–1878), preußischer Generalmajor
- Amalie (1824–1835)
- Ferdinand (1829–1830)
- Luise Albertine (1831–1832)
- Christel Marianne (*/† 1834)
- Auguste (1837–1903), Konventualin des Georgstiftes in Hildesheim
- Ferdinand (1839–1883), königlich sächsischer Hauptmann ⚭ 1876 Konstanze Brockmann (* 1844)
- Thekla (* 1842), Oberin des Klosters Wennigsen
- Emilie (1846–1879)